# Nyodes basilewskyi
Nyodes basilewskyi là một loài bướm đêm trong họ Noctuidae.